# Északi flórabirodalom

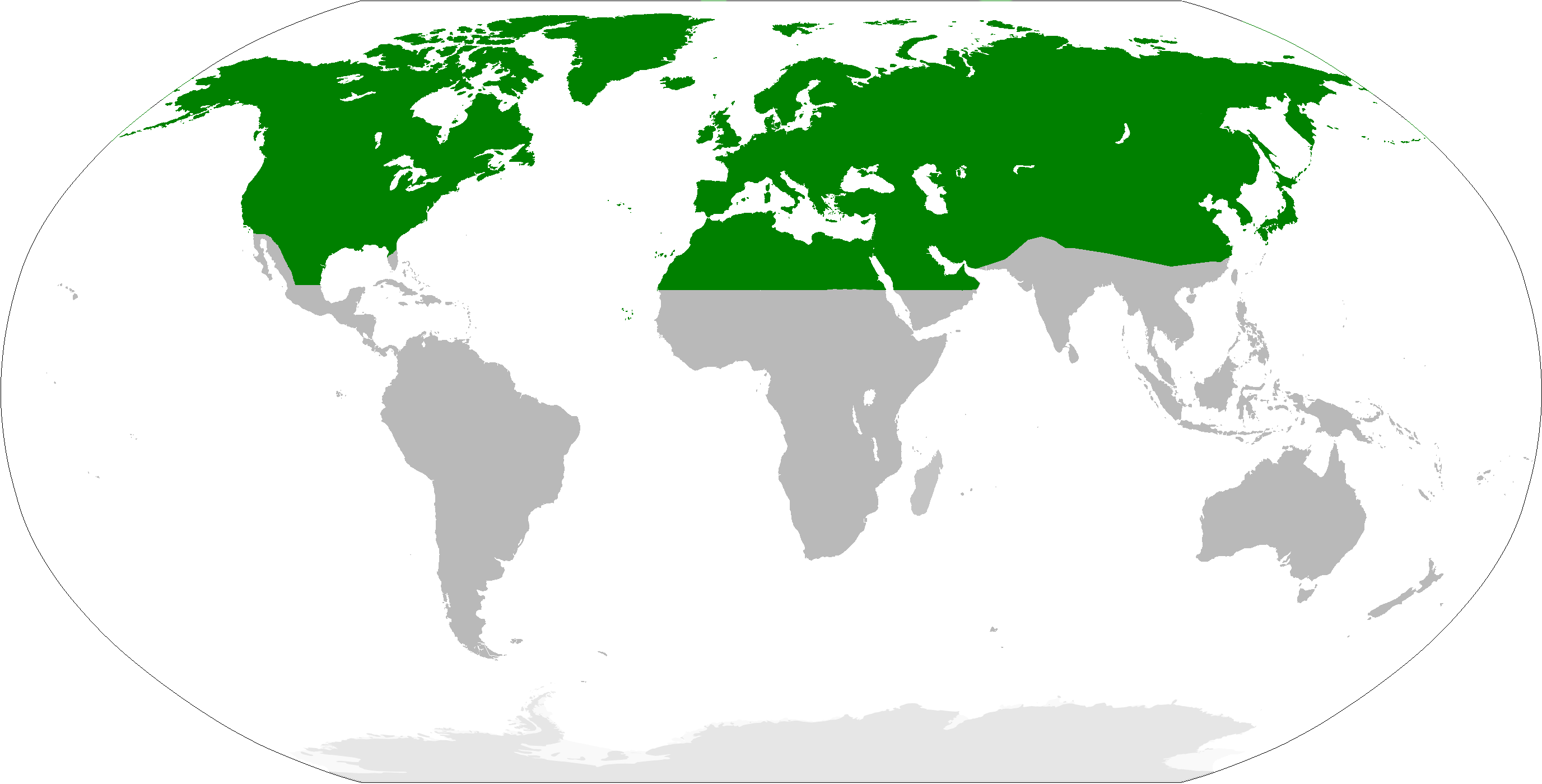
Kiterjedése

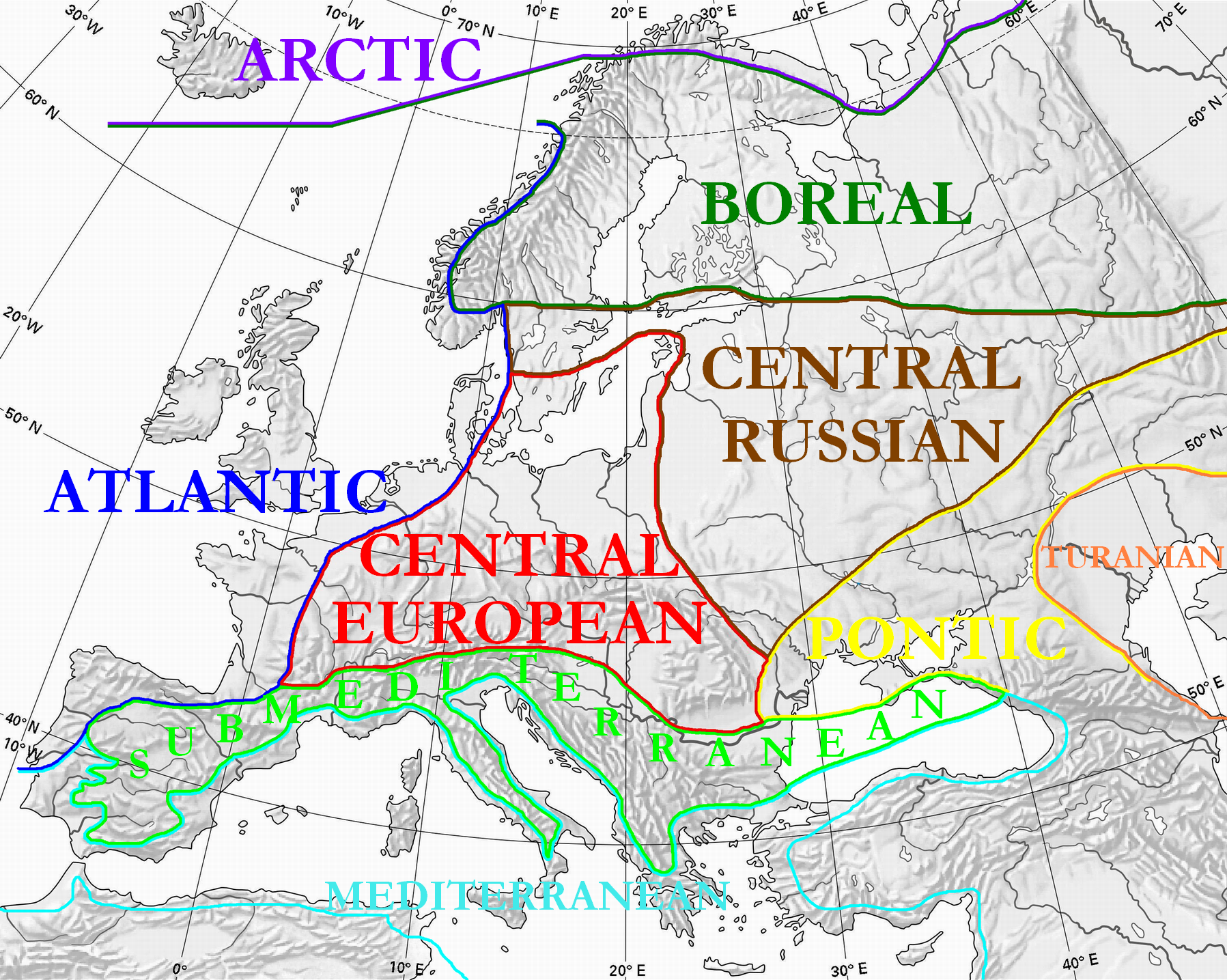
Európa flóraterületei

Az északi flórabirodalom (Holarktisz, vagy Boreálisz) a Föld hat (hét) nagy flórabirodalmának egyike. Átfogja a teljes északi mérsékelt égövet – így Európát, Ázsia északi részét és Észak-Amerikát is. Fajai az egykori Laurázsia harmadidőszaki növényzetének utódai.

## Endemikus növénycsaládok és -nemzetségek
Mivel Laurázsia viszonylag régen elkülönült Gondwanától, a Holarktiszon meglehetősen sok a más flórabirodalmakban elő nem forduló növénycsalád, illetve -nemzetség:
- fenyőfélék (Pinaceae),
- nyírfafélék (Betulaceae),
- platánfélék (Platanaceae),
- kenderfélék (Cannabaceae),
- fűzfafélék (Salicaceae),
- zellerfélék (Apiaceae),
- bodzafélék (Caprifoliaceae),
- hunyorfélék (Helleboraceae),
- boglárkafélék (Ranunculaceae),
- borbolyafélék (Berberidaceae),
- szegfűfélék (Caryophyllacea),
- békabuzogányfélék (Sparganiaceae),
- harangvirágfélék (Campanulaceae),
- a varjúhájfélék (Crassulaceae) legtöbb faja,
- rózsafélék (Rosaceae) több nemzetsége, mint például a rózsa (Rosa),
- szappanfafélék (Sapindaceae) több nemzetsége, mint például a juhar (Acer).

## Flóraterületei
A birodalom erdészetileg fontos flóraterületei:
- Az arktikus flóraterület növényzete szegényes; a fás szárú növények szinte teljesen hiányoznak;

- A pacifikus–észak-amerikai flóraterület a Sziklás-hegység vonulatától nyugatra található. A fás fajok közül aránylag kevés lombhullató; sok a fenyő és közöttük sok az endemikus, monotipikus nemzetség (Pseudotsuga, Libocedrus, Sequoia, Sequoiadendron);

- Az atlantikus–észak-amerikai flóraterület flórája az európai növényzet közeli rokona – több vikariáló fajjal, közös nemzetségekkel (tölgy, bükk, dió, gesztenye, nyír stb.);

- Az észak-amerikai–boreális flóraterület Észak-Amerika északi része; déli határa a tajga déli határa Észak-Kanadában és Alaszkában. Ez a tajga lényegesen fajgazdagabb eurázsiai analógjánál. Fő erdőalkotó fái:
  - balzsamfenyő (Abies balsamea),
  - duglászfenyő (Pseudotsuga menziesii),
  - cukorjuhar (Acer saccharum),
  - kanadai fekete luc (Picea mariana).

- Az atlantikus–európai flóraterület Európa a Golf-áramlat hatásának kitett nyugati partvidékét és a közeli szigeteket öleli fel. A flóraterület éghajlata óceáni, enyhe.

- Makaronézia flóraterület néven a Madeira-, az Azori- és a Kanári-szigeteket vonják össze. Ez azt jelenti, hogy a természetföldrajzi értelemben Makaronéziához sorolt Zöldfoki-szigetek a hasonnevű flóraterületnek nem részei; növényföldrajzilag ez a szigetcsoport az óvilági trópusok flórabirodalmához tartozik;

- az eurázsiai–boreális flóraterület nagyjából Eurázsia boreális fenyves övével azonos. Óriási kiterjedésű, de igen fajszegény; erdőit három fenyőféle dominálja:
  - erdeifenyő (Pinus spp.),
  - lucfenyő (Picea spp.),
  - vörösfenyő (Larix spp.);
  - jegenyefenyő (Abies spp.);

Az egyes fajok relatív gyakorisága erősen függ a csapadék éves mennyiségétől: a (lombhullató) vörösfenyő csak az öv legkontinentálisabb éghajlatú részein kerül túlsúlyba.
- a közép-európai flóraterület átfogja a kelet-európai lombelegyes fenyveseket és a közép-európai lombos erdőket a mediterrán térségig. A mediterrán, atlanti és kontinentális kölcsönhatások aránylag gazdag flórát hoztak létre;

- a mediterrán flóraterület a Földközi-tenger medencéjét öleli körül úgy, hogy átnyúlik a Fekete-tenger déli partvidékére is. Jellegzetes fajai geofitonok. Sok faj képviseli az ajakosvirágúakat és a hüvelyeseket. Északi, átmeneti jellegű, határvidékét többnyire három részre tagolják;

- a kontinentális-pusztai flóraterület a Kelet-európai-síkság keleti részét öleli fel az Urálig;

- a pontuszi flóraterület a Fekete-tenger északi környezete (egyes rendszerekben ehhez sorolják keleten a Kaukázust és délen Anatóliát is);

- a szubmediterrán flóraterület a Mediterráneumot a kontinentális, a közép-európai és az atlanti flóraterülettől választja el.

- a turáni flóraterület (aralo-kaspi flóraterület) Európa és Közép-Ázsia határvidéke;

- a többség szerint a kelet-ázsiai flóraterületen fejlődtek ki a mérsékelt övi lombfák, de legalábbis a juharfélék és a liliomfa-virágúak. Ez az egyetlen olyan térség, ahol az esős trópusi klíma fokozatosan megy át a mérsékelt övibe. Fás flórája Európáéhoz hasonló, de sokkal gazdagabb.